# Magnus Bäckstedt

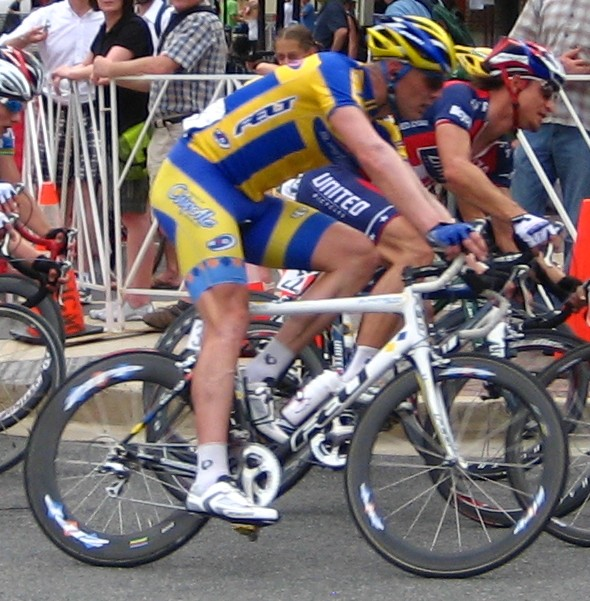
Magnus Bäckstedt el 2008

Magnus Bäckstedt (Linköping, Östergötland, 30 de gener de 1975) és un ciclista suec, que fou professional entre 1996 i 2013. Els seus majors èxits esportius foren la París-Roubaix de 2004 i una etapa del Tour de França de 1998, sent el primer ciclista suec en aconseguir-ho ambdues fites.
A començament de 2009 va decidir retirar-se de l'equip Garmin-Slipstream per tal de dedicar-se al nou equip suec MagnusMaximusCoffee.com, en el qual fa de cofundador, director i patrocinador

## Palmarès
- 1995
  - Vencedor de 2 etapes al Boland Bank Tour
- 1996
  - 1r al Boland Bank Tour i vencedor de 2 etapes
- 1997
  - 1r al Gran Premi d'Isbergues
- 1998
  - 1r al Duo Normand (amb Jérôme Neuville)
  - Vencedor d'una etapa del Tour de França
  - Vencedor d'una etapa de la Volta a Suècia
- 2002
  - 1r a Le Samyn
- 2003
  -  Campió de Suècia de contrarellotge
  -  1r de l'Intergiro al Giro d'Itàlia
- 2004
  - 1r a la París-Roubaix
- 2007
  -  Campió de Suècia en ruta

### Resultats al Tour de França
- 1998. 70è de la classificació general. Vencedor d'una etapa
- 1999. Abandona (12a etapa)
- 2000. 123è de la classificació general
- 2004. Abandona (11a etapa)
- 2005. Abandona (16a etapa)
- 2006. Abandona (14a etapa)
- 2008. Fora de control (7a etapa)

### Resultats a la Volta a Espanya
- 2005. 111è de la classificació general
- 2006. 111è de la classificació general
- 2007. 128è de la classificació general

### Resultats al Giro d'Itàlia
- 2003. 71è de la classificació general.  1r de l'Intergiro
- 2004. No surt (15a etapa)
- 2008. No surt (10a etapa)